# Maxmilián Egon I. z Fürstenbergu
Maxmilián Egon I. kníže z Fürstenbergu (německy Maximilian Egon I. Fürst zu Fürstenberg; 29. března 1822 Donaueschingen – 27. července 1873 Lány) byl česko-rakouský šlechtic z křivoklátské větve knížecího rodu Fürstenbergů. Jako majitel velkostatků Křivoklát, Lány a Krušovice patřil k významným pozemkovým vlastníkům v Českém království a věnoval se podnikání. Jako poslanec českého zemského sněmu a člen rakouské Panské sněmovny byl aktivní také v politice.

## Životopis

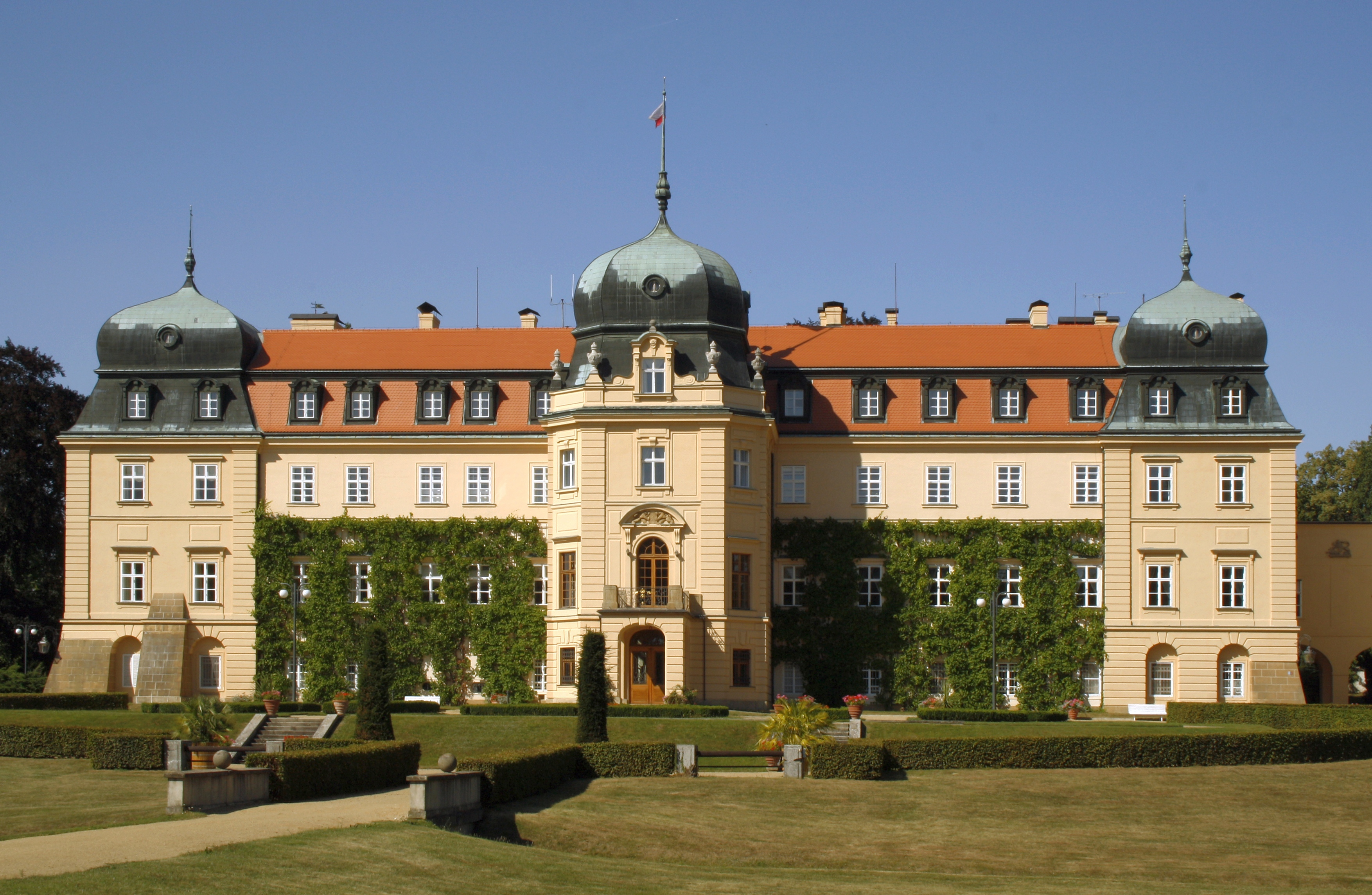
Zámek Lány, hlavní rodové sídlo v Čechách

Narodil se na zámku Donaueschingen v Bádensku jako druhorozený syn knížete Karla Egona II. z Fürstenbergu (1796–1854) a jeho manželky, bádenské princezny Amálie (1795–1869). Při křtu obdržel jména Maxmilián Egon Kristián Karel Jan Nepomuk, pro odlišení od stejnojmenného syna je později označován jako Maxmilián Egon I. Dětství strávil střídavě v Bádensku a v Čechách, v letech 1840–1841 studoval práva na univerzitě v Heidelbergu. Vstoupil do bádenské armády, v revolučním roce 1849 přešel do rakouského vojska, kde dosáhl hodnosti rytmistra (1850). Po otcově úmrtí a převzetí dědictví v Čechách odešel do výslužby. Jako majitel fideikomisu se v roce 1861 stal dědičným členem rakouské Panské sněmovny, souběžně byl v letech 1861–1867 a 1868–1870 poslancem českého zemského sněmu, kde zasedal za velkostatkářskou kurii (byl zvolen i v roce 1867, ale mandát nepřijal, znovu byl zvolen v doplňovacích volbách o rok později). Díky historickým vazbám mu náleželo také dědičné členství v první sněmovní komoře Bádenského velkovévodství a Württemberského království. V roce 1867 získal Řád zlatého rouna, byl též čestným rytířem Maltézského řádu.

## Majetkové poměry a podnikatelské aktivity

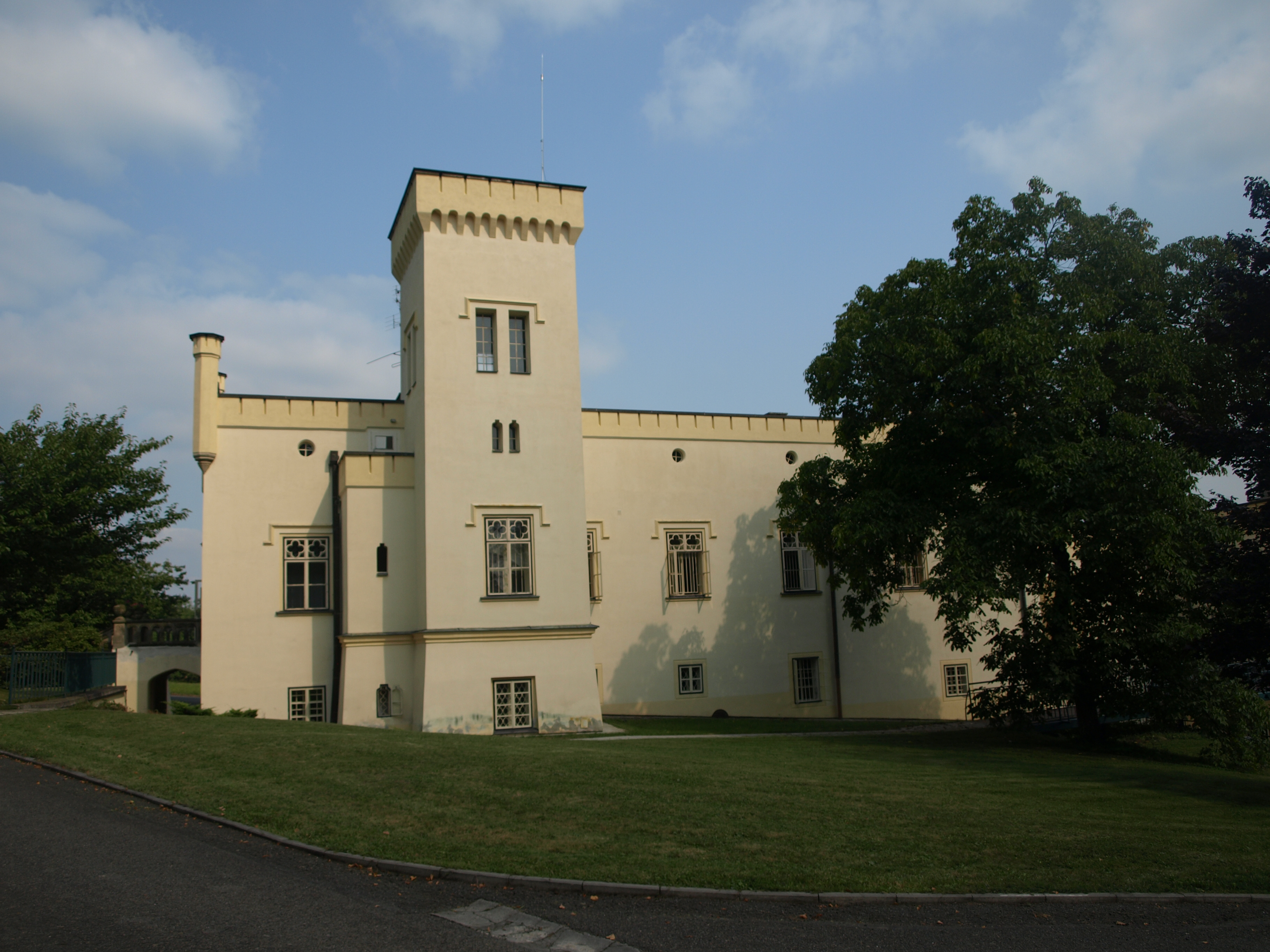
Lovecký zámek Leontýn pojmenovaný po Maxmiliánově manželce Leontině

Jako mladší syn byl dědicem majetku v Čechách, který Fürstenbergové získali sňatkem v 18. století. K němu patřily rozsáhlé velkostatky Křivoklát, Lány, Nižbor a Krušovice. Tato panství měla rozlohu téměř 40 000 hektarů půdy a Maxmilián Egon tak patřil k největším pozemkovým vlastníkům v Českém království. Vzhledem k rozsáhlým lesním porostům dominovala v knížecím hospodaření dřevovýroba. Max Egon navázal také na rodinnou tradici v hutnictví, snažil se držet krok s technologickými trendy a spolupracoval s mladším bratrem Emilem Egonem, který v roce 1860 koupil Králův Dvůr. K rozvoji železáren a snadnější dopravě dřeva přispěla železnice z Rakovníka přes Křivoklátsko do Berouna. Trasování této trati prosadil Maxmilián Egon jako významný akcionář Buštěhradské dráhy. Významným odvětvím ve fürstenberském hospodaření bylo pivovarnictví v Krušovicích, které mělo staletou tradici. V této době byl v pivovaru instalován první parní stroj, byla přestavěna sladovna, sušárna chmele a chladírna. Fürstenbergové zároveň dlouhodobě likvidovali konkurenci, když v okolí Krušovic skupovali a rušili menší pivovary. Maxmilián Egon podnikal také ve finančnictví, v roce 1855 byl spoluzakladatelem rakouského bankovního domu Creditanstalt. Angažoval se také v dalších odvětvích, byl například jednatelem Rakouského spolku pro chemickou a metalurgickou výrobu (Österreichischer Verein für chemische und metallurgische Production) v Ústí nad Labem.

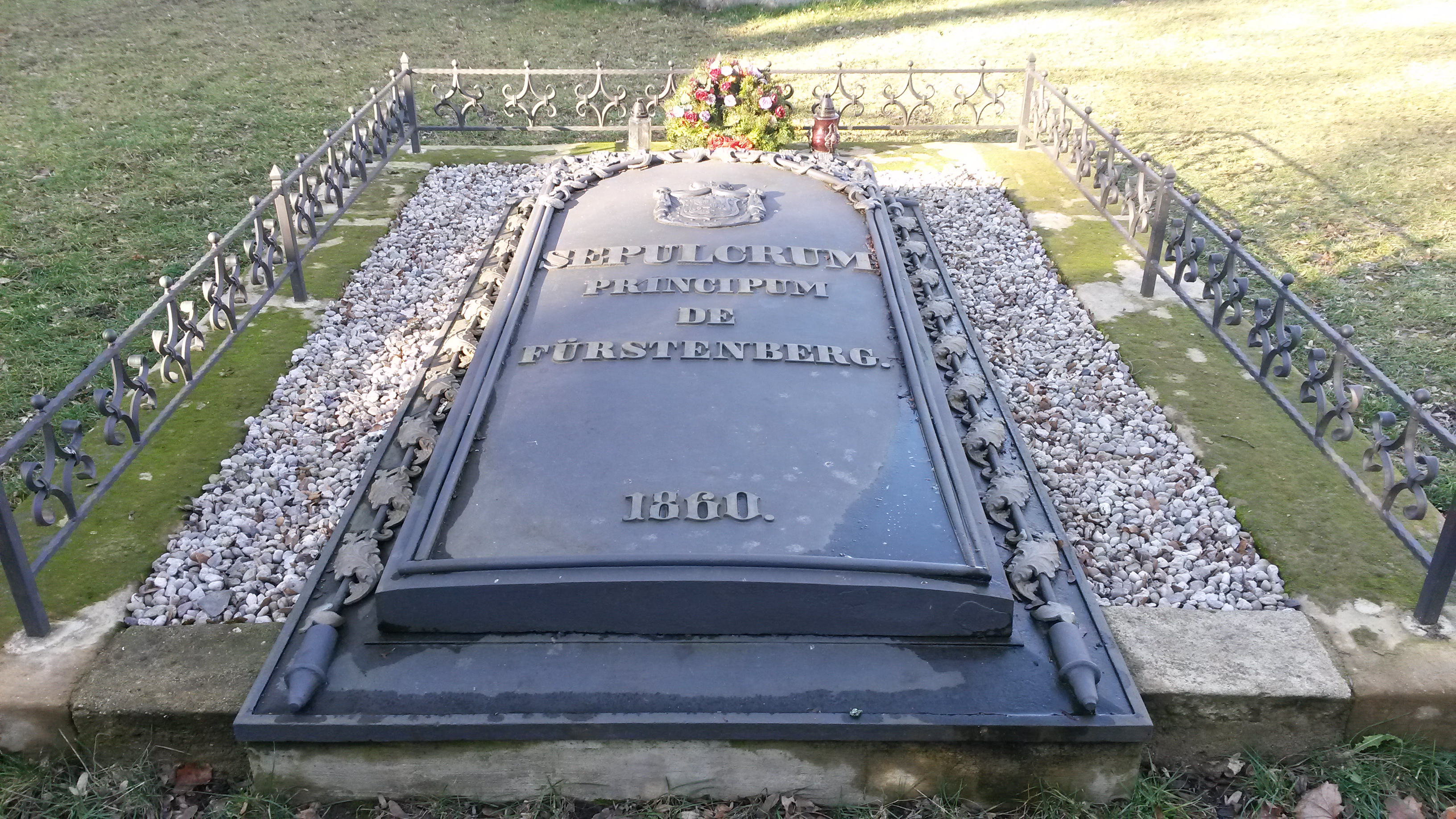
Fürstenberská hrobka v Nižboru

Hlavním rodovým sídlem byl zámek Lány, kde Maxmilián Egon po převzetí dědictví dokončil výstavbu koníren (1855–1859) zahájenou jeho otcem. Plánoval také přestavbu lánského zámku v tehdy módním novogotickém slohu, tato adaptace se ale neuskutečnila a zůstala dochována jen v architektonických plánech z počátku šedesátých let 19. století. Velká pozornost byla ale zaměřena na přestavbu loveckého zámku Leontýn v křivoklátské oboře. Tento zámek pojmenovaný po Maxmiliánově manželce byl dokončen v roce 1865, o rok později v jeho sousedství vznikla kaple sv. Václava. V lánské oboře se nachází novogotická kaple Panny Marie, kterou nechala v roce 1863 postavit kněžna Leontina na oslavu narození staršího syna. V roce 1873 se rozhodl pokračovat v obnově vyhořelého hradu Křivoklát, stavební práce byly ale dokončeny až po jeho smrti podle návrhů Josefa Mockera. Naproti hradu Křivoklát byl v roce 1860 odhalen pomník Maxova otce Karla Egona, který byl postaven na náklady fürstenberských úředníků a zaměstnanců.
V Praze byl rodovým sídlem Fürstenberský palác ve Valdštejnské ulici získaný v roce 1822. Maxmilián Egon k němu v roce 1866 přikoupil ještě sousední budovu označovanou dnes jako Malý Fürstenberský palác.

## Rodina

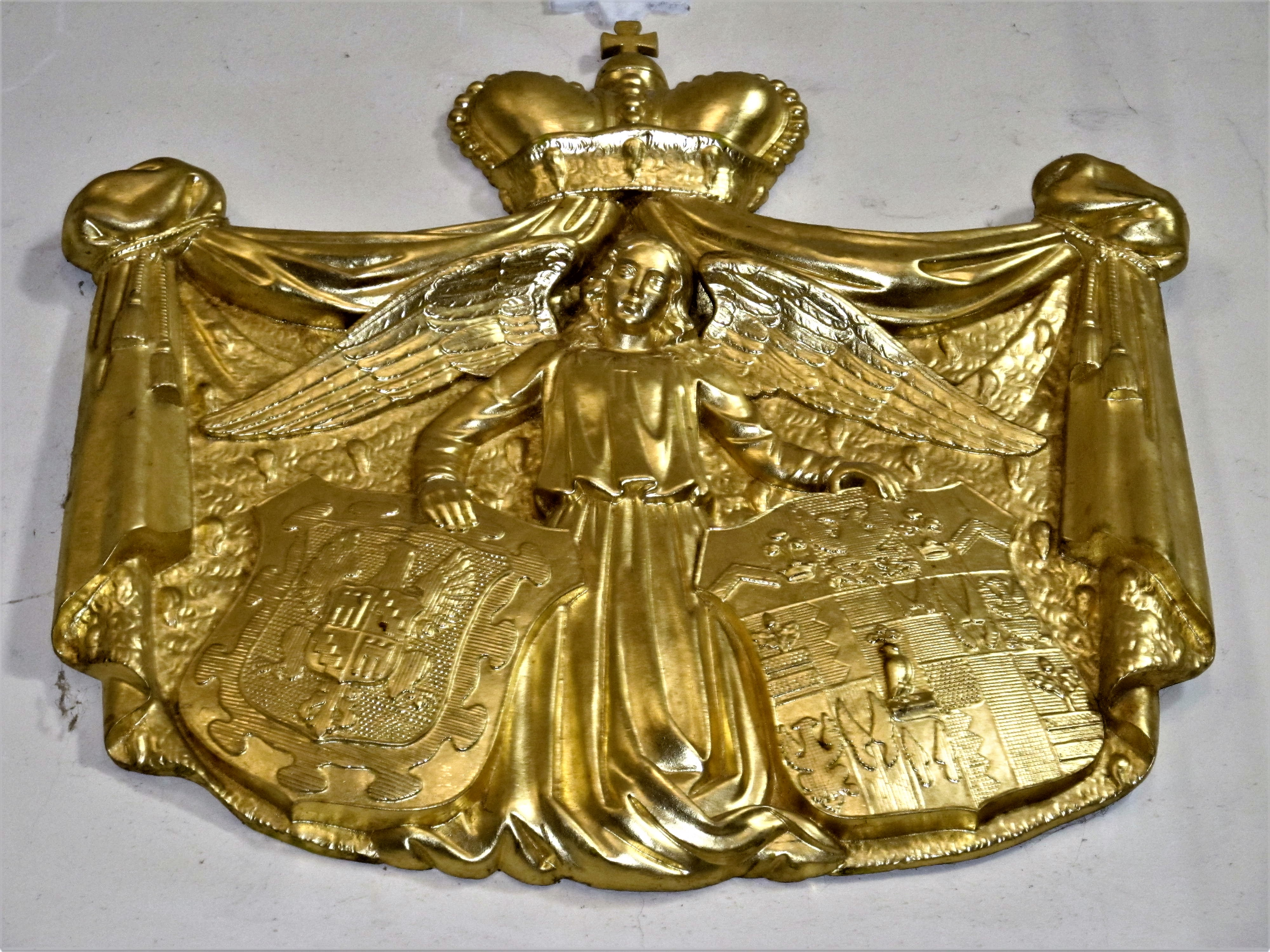
Zlacený alianční erb Maxmiliána Egona I. Fürstenberga a jeho manželky Leontiny, rozené Khevenhüllerové nad bočním vchodem do zámeckého kostela v Lánech)

Ve Vídni se 23. května 1860 oženil s hraběnkou Leontinou Antonií Marií Khevenhüller-Metschovou (1843–1914), dcerou knížete Richarda Khevenhüllera-Metsche. Jejich sňatek připomíná zlacený alianční erb nad bočním vchodem do lánského zámeckého kostela. Leontina se později stala c. k. palácovou dámou, dámou Řádu hvězdového kříže a čestnou dámou Maltézského řádu. Z jejich manželství pocházeli dva synové. Po ovdovění se Leontina podruhé provdala za Maxova mladšího bratra Emila Egona (1825–1899) a s ním měla další tři děti.
- kníže Maxmilián Egon II. (13. října 1863 – 11. srpna 1941), c. k. tajný rada, komoří, generálmajor, dědičný člen rakouské Panské sněmovny, předseda Strany ústavověrného velkostatku, rytíř Řádu zlatého rouna, manželka 1889 Irma ze Schönborn-Buchheimu (19. května 1867 – 10. října 1948)
- princ Karel Emil (16. února 1867 – 21. února 1945), c. k. tajný rada, komoří, rakousko-uherský vyslanec v Sasku a Rumunsku, velvyslanec ve Španělsku, rytíř Řádu zlatého rouna, manželka 1902 Marie Matilda Festeticsová z Tolny (24. května 1881 – 2. března 1953)

Maxmilián Egon I. zemřel na zámku v Lánech a byl pohřben do rodové hrobky v Nižboru. V pozůstalostním řízení byla hodnota jeho majetku vyčíslena na deset miliónu zlatých s výnosem 55 000 zlatých ročně.Po dobu nezletilosti byli synové pod poručnictvím strýců prince Emila Egona a knížete Karla Egona.
Měl šest sourozenců, z nichž nejstarší bratr Karel Egon III. (1820-1892) převzal kmenová rodová panství v Německu. Dvě sestry se provdaly do významné německé rodiny Hohenlohe. Marie Amálie (1821–1899) byla manželkou prince Viktora Hohenlohe-Schillingsfürst, knížete ratibořského (1818–1893), pruského generála a dlouholetého předsedy pruské Panské sněmovny. Paulina Vilemína (1829–1899) se provdala za knížete Huga Hohenlohe-Oehringen (1816–1897), velkostatkáře v Německu a Slezsku, důlního podnikatele a pruského generála pěchoty.